# Valentín Beloúsov
Valentín Danílovich Beloúsov (del ruso: Валентин Данилович Белоусов); en rumano: Valentin Danilovici Belousov; 20 de febrero de 1925-23 de julio de 1988 fue un matemático moldavo. Se especializó en teoría de cuasigrupos, teoría de ecuaciones funcionales y análisis combinatorio, y estableció los fundamentos de la teoría de cuasigrupos y bucles.
Fue habilitado como doctor en 1966, nombrado miembro correspondiente de la Academia de Ciencias Pedagógicas de la Unión Soviética en 1968 y galardonado con el Premio Estatal de la República Socialista Soviética de Moldavia en 1982.

## Biografía

### Primeros años
Valentín Beloúsov nació en Bălți. Su padre, Daniil Afinogénovich Beloúsov (1897-1956) fue oficial del Ejército zarista ruso, pero, tras la Revolución de Octubre, emigró a Moldavia (entonces parte de Rumania) y trabajó en una oficina postal en Bălți y, durante un tiempo, en una fábrica de aceite. Su madre, Elena Konstantínovna Beloúsova (de soltera, Garbu; 1897-1982) también trabajó en la oficina postal.
Valentín Beloúsov cursó los estudios primarios y secundarios en Bălți. Aunque fue uno de los mejores candidatos para estudiar en la Universidad Politécnica de Bucarest, tras el retroceso de Besarabia en agosto de 1944 en el marco de la Segunda Guerra Mundial, su familia regresó a Bălți, entonces parte de la Unión Soviética. En diciembre de 1944, ingresó en el Instituto Pedagógico de Kishiniov (Chisináu), donde Vladímir Andrunakiévich impartía clases de álgebra. Después de graduarse en 1947, Beloúsov trabajó brevemente en el mismo instituto.

### Formación de posgrado y trayectoria profesional
En 1948, se mudó de Chisináu a la localidad de Sofia, cerca de Bălți, donde impartió clases en un instituto de secundaria. Allí empezó a trabajar en ecuaciones funcionales sobre cuasigrupos, inspirado por el libro Teoría de grupos generalizados (Járkov-Kiev, 1937) de Sushkévich, que había encontrado de casualidad en un mercadillo de segunda mano.
En 1950, empezó a trabajar en el Instituto Pedagógico de Bălți, y acabó como jefe del Departamento de Matemáticas. En el curso 1954-1955, accedió a un curso becado en la Universidad Estatal de Moscú M. V. Lomonósov para mejorar sus cualificaciones. Allí conoció a Aleksandr Kúrosh, quien sería su supervisor en los estudios de posgrado (1955-1956). En 1958, presentó su tesina Estudios de cuasigrupos y bucles en la Universidad Estatal de Moscú.
Tras sus estudios doctorales, retomó su actividad en el Instituto Pedagógico de Bălți, primero como conferenciante (1957-1960) y posteriormente como jefe del Departamento de Matemáticas (1961-1962). Entre estos dos períodos, entre octubre de 1960 y julio de 1961, accedió a una beca de prácticas en la Universidad de Wisconsin (Estados Unidos) supervisadas por el profesor Richard Hubert Bruck.
En 1962, Beloúsov accedió al Instituto de Matemáticas de la Academia de Ciencias de Moldavia. Entre 1963 y 1986, dirigió el Departamento de Álgebra y Lógica Matemática y el Departamento de Teoría de Cuasigrupos y Análisis Combinatorio del Instituto de Matemáticas. También dirigió el Departamento de Álgebra y Geometría de la Universidad Estatal de Kishiniov. En 1966, defendió su tesis doctoral Sistemas de cuasigrupos con identidades generalizadas en la Universidad Estatal de Moscú.

### Otras actividades
En 1968, fue elegido miembro correspondiente de la Academia de Ciencias Pedagógicas de la URSS. Fue miembro de las juntas editoriales de las publicaciones Aequationes Mathematicae y Buletinul Academiei de Ştiinţe a Moldovei (Boletín de la Academia de Ciencias de Moldavia). También fue editor de Matematicheskie Issledovania de la Academia de Ciencias de Moldavia. Se implicó en la enseñanza y supervisó una treintena de tesinas y tesis doctorales.
Una de sus obras más relevantes fue Fundamentos de la teoría de cuasigrupos y bucles, de 1967.

### Vida personal
Valentín Beloúsov se casó con Yelizaveta Fiódorovna (1925-1991), filóloga y profesora de lengua y literatura rusa en la Universidad Estatal de Moldavia. Tuvieron dos hijos, Aleksandr (1948-1998) y Tatiana.